# 서산고등학교
서산고등학교(瑞山高等學校)는 대한민국 충청남도 서산시 해미면 읍내리에 있는 공립 고등학교이다.

## 학교 연혁
- 1971년 12월 27일 : 해미종합고등학교 설립인가 (6학급 보통과 3, 상업과 3)
- 1972년 3월 13일 : 개교
- 1974년 3월 1일 : 해미고등학교로 교명변경
- 1980년 10월 10일 : 학칙 변경 (15학급 인가 남 3, 여 2)
- 1999년 3월 1일 : 서산고등학교로 교명 변경
- 2000년 10월 29일 : 학칙 변경 (보통과 5, 사무자동화과 1, 정보처리과 1)
- 2016년 8월 1일 : 학칙 변경(5학급 인가)
- 2023년 3월 1일 : 제26대 이종식 교장 취임
- 2023년 3월 2일 : 2023학년도 입학(126명)
- 2025년 1월 9일 : 제 51회 졸업식(114명, 총 졸업생 10,614명)
- 2025년 3월 4일 : 2025학년도 입학식(125명)

## 참고 자료
- 서산고등학교 - 한국교육학술정보원 학교알리미